# Рокитский, Владимир Георгиевич
Владимир Георгиевич Рокитский (укр. Володимир Георгійович Рокитський, 1959 — 2013) — украинский политический и государственный деятель. Исполняющий обязанности председателя СБУ в январе — феврале 2012 года, генерал-полковник (2012).

## Биография
В 1974-1976 проходил службу в Вооружённых силах СССР. Окончил Киевский государственный университет имени Т. Г. Шевченко и юридический факультет Национальной академии Службы безопасности Украины. В 1985-1991 служил на должностях оперуполномоченного и старшего оперуполномоченного Управления КГБ по Киеву и Киевской области. В 1991-2000 служба на должностях офицерского и руководящего состава в оперативных подразделениях Управления Службы безопасности Украины в Киеве и Киевской области. В 2000-2002 начальник главного отдела Управления СБУ в Киеве. В 2002-2005 начальник управления, заместитель начальника Главного управления по борьбе с коррупцией и организованной преступностью СБУ. В 2005-2006 начальник Управления СБУ в Закарпатской области. В 2008-2009 директор департамента группы компаний Союз-Виктан. В 2009-2010 начальник Управления СБ Украины в Закарпатской области.. С марта 2010 первый заместитель председателя СБУ и начальник Главного управления по борьбе с коррупцией и организованной преступностью Центрального управления СБУ. С 19 января по 3 февраля 2012 год временно исполняющий обязанности председателя СБУ. Затем снова первый заместитель главы СБУ. 5 июня 2012 года уволен с должности указом президента В. Ф. Януковича. Член СНБО в 2012-2013.

## Специальные звания
- генерал-лейтенант (20 августа 2010)[3];
- генерал-полковник (27 июня 2012)[4].

## Государственные награды
Награждён медалью «За безупречную службу» III степени (1997), орденами Богдана Хмельницкого III и II степеней (2005, 2011).

## Семейное положение
Дед — Архип, был репрессирован во второй половине 1930-х.. Состоит в браке, имеет дочь.

## Домашние животные
- Когда жил с родителями, дома находились совы, иволга, чомха.